# Carola Hornig
Carola Hornig (n. 30 aprilie 1962, Stendal, Saxonia-Anhalt, Germania) este o canotoare ce a reprezentat Republica Democrată Germană, medaliată olimpică. A participat la o ediție a Jocurilor Olimpice (1988) în care a câștigat o medalie de aur.

## Participări
Lista de mai jos prezintă principalele competiții la care a participat Carola Hornig de-a lungul carierei.
- rowing at the 1988 Summer Olympics – women's coxed four[*][4]